# KZ-Gedenkstein (Magdeburg)

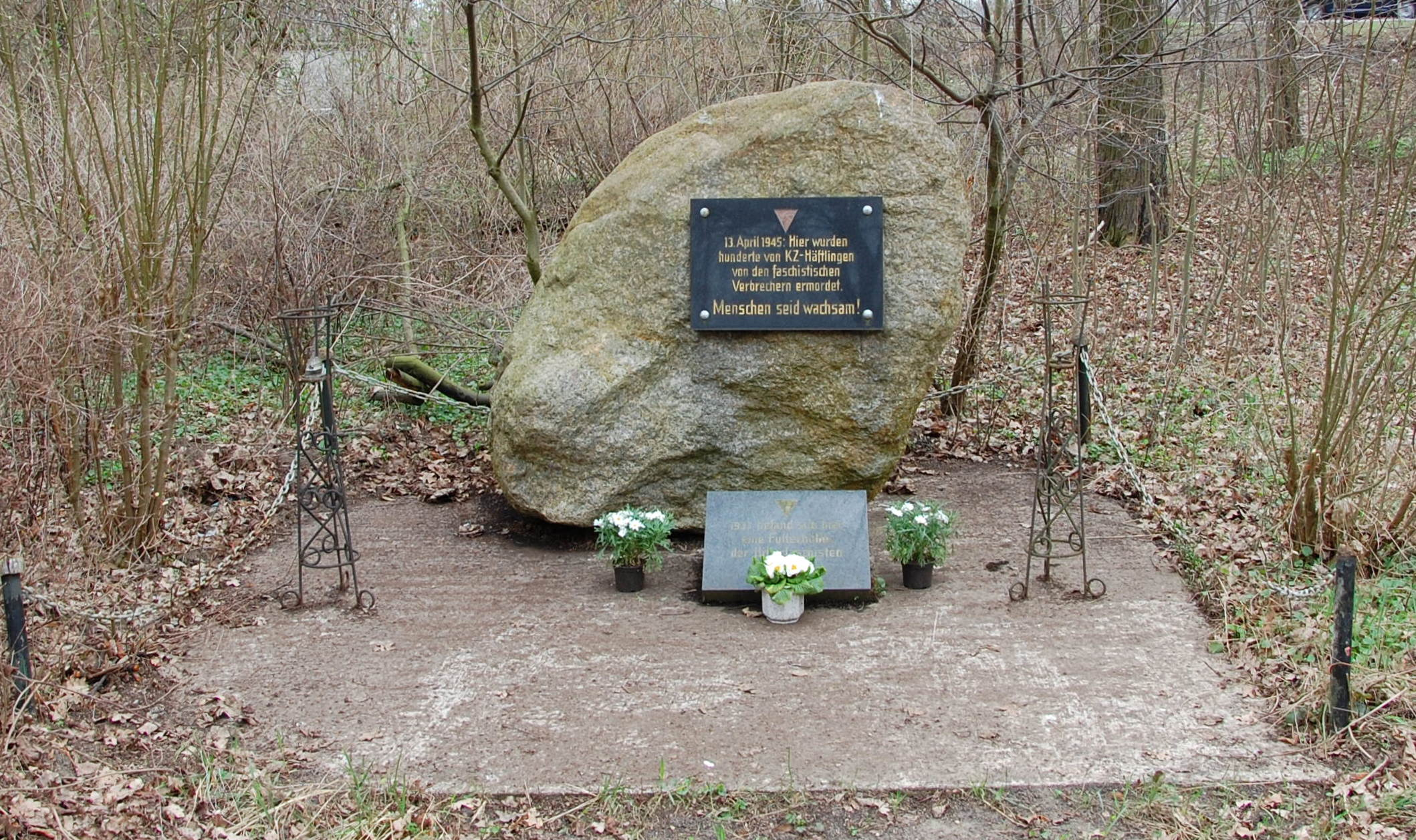
KZ-Gedenkstein

Der KZ-Gedenkstein ist ein denkmalgeschützter Gedenkstein in Magdeburg in Sachsen-Anhalt.

## Lage
Er befindet sich im Stadtteil Berliner Chaussee an der Berliner Chaussee 217, unmittelbar südlich im Garten vor dem ehemaligen Gasthaus Döring.

## Gestaltung
Der Gedenkstein erinnert an die an dieser Stelle am 13. April 1945 erfolgte Ermordung von Opfern der NS-Gewaltherrschaft. Zum Gedenken wurde ein Findling aufgestellt und mit einer Tafel versehen. Hierauf befindet sich unter einem roten, auf der Spitze stehendem Dreieck der Text:
13. April 1945: Hier wurden

hunderte von KZ-Häftlingen

von den faschistischen

Verbrechern ermordet.
In größerer Schrift steht darunter:
Menschen seid wachsam!
Zugleich wird der Folteropfer der an dieser Stelle im Jahr 1933 befindlichen NS-Einrichtung gedacht.
Vor dem Stein befindet sich eine weitere, ebenfalls mit dem roten Dreieck versehene Tafel mit der Inschrift:
1933 befand sich hier

eine Folterhölle

der Hitlerfaschisten
Im örtlichen Denkmalverzeichnis ist der Gedenkstein unter der Nummer 094 82485 als Kleindenkmal verzeichnet.

## Geschichte
Zu den im Rüstungsbereich tätigen Magdeburger Polte-Werken gehörten mehrere KZ-Außenlager, darunter zwei im Stadtgebiet. Am 11. April 1945 hatten US-amerikanische Truppen von Westen kommend Magdeburg erreicht. Die in den Außenlagern eingesetzten SS-Wachmannschaften verließen daraufhin am 12. April 1945 die Lager. Die zum Werk gehörenden Einheiten des Volkssturms, unterstützt von Hitlerjungen, trieben daraufhin am 13. April 1945 3.500 Lagerinsassen in Richtung Osten aus der Stadt. Ziel war eine Evakuierung in die Konzentrationslager Ravensbrück und Sachsenhausen. Im Bereich des Stadions Neue Welt geriet der Marschzug unter Artilleriebeschuss. Die Gefangenen versuchten daraufhin, in Bombentrichtern Schutz zu suchen. Dabei wurden mindestens 42 Menschen von den Bewachern erschossen. Es ist überliefert, dass ein Hitlerjunge stolz berichtete, 18 Menschen mit seiner Pistole getötet zu haben. Der Todesmarsch setzte sich später fort, wobei Zurückbleibende oder Flüchtende erschossen wurden. Es überlebten letztlich etwa 600 Frauen, das Schicksal der Männer ist unbekannt.
Zumindest gegen drei der beteiligten Angehörigen des Volkssturms kam es in der DDR zu einem Strafverfahren. Das Landgericht Magdeburg verhängte am 22. Februar 1951 eine lebenslange Zuchthausstrafe sowie eine Gefängnisstrafe von acht Jahren und eine Zuchthausstrafe von zehn Jahren. Nach einer Entscheidung des Oberlandesgerichts Halle vom 4. Januar 1952 wurde das Urteil jedoch aufgehoben und die Angeklagten am 27. August 1952 vom Landgericht Magdeburg freigesprochen.